# 貝氏石首魚
貝氏石首魚為輻鰭魚綱鱸形目鱸亞目石首魚科的其中一種，分布於東太平洋區，從墨西哥加利福尼亞灣至瓜地馬拉海域，體長可達30公分，棲息在沿岸、河口區，屬肉食性，以魚類、甲殼類為食。